# Mattru Jong
Mattru Jong – miasto w Sierra Leone, w prowincji Południowa, w dystrykcie Bonthe.